# Fundo Nacional da Cultura
O Fundo Nacional da Cultura (FNC) é um fundo de promoção da cultura no Brasil, que foi criado pela Lei 8.313/1991, a Lei Rouanet. O FNC deve garantir a oferta de apoios financeiros em linhas de incentivo que se comprometam com a descentralização regional, setorial e estética, abarcando as mais variadas expressões culturais brasileiras, potencializando toda a rede produtiva e promovendo a liberdade de criação.
O FNC, conforme suas normas, deve buscar o equilíbrio regional da distribuição de recursos, favorecer a visão interestadual, estimular a criatividade e a diversidade, enfatizar o aperfeiçoamento profissional e artístico dos recursos humanos na área da cultura, contribuir para a preservação do patrimônio cultural e histórico brasileiro e atender às diferentes realidades e demandas da produção cultural do país, em benefício do coletivo e do desenvolvimento. Para tanto, o orçamento do FNC – cujos recursos provêm do Tesouro Nacional, de doações e legados, da arrecadação de concursos e loterias federais, dentre outros – é direcionado a partir do planejamento e da decisão colegiada de todas as unidades e instituições vinculadas do MinC, com prioridade para realização de seleções públicas com comissões representativas, independentes e específicas, habilitadas a avaliar o mérito artístico-cultural e o caráter multiplicador das propostas concorrentes. As seleções têm como foco projetos com menos possibilidade de realização com recursos próprios ou a partir da captação de recursos do mercado. O apoio se dá através de convênios, prêmios, subsídio para intercâmbios culturais ou bolsas
Seguindo os preceitos do Sistema Nacional de Cultura (SNC), que pressupõe a ação conjunta dos entes da federação (governos federal, estadual e municipal), o Fundo Nacional da Cultura deverá ainda operar ações descentralizadas com estados e municípios, de modo a dar mais potência aos resultados com a articulação dos investimentos.

## A Cultura enquanto recurso
A variedade de conceitos de cultura é tão ampla quanto a variedade de manifestações entendidas como culturais. A cultura exerce uma função social através dos tempos, essa função se modifica à medida que se alteram as relações sociais. Na modernidade passou a integrar o mercado de bens de consumo. Como considera Ana de Hollanda: “Estamos diante de uma nova noção, não apenas da cultura, mas também de sua posição no mercado capitalista”. Diante desse cenário, tornam-se necessárias novas estratégias para acelerar o acesso e a democratização de seu consumo.
Botelho (2001), destaca a cultura a partir de duas dimensões – antropológica e sociológica – na primeira se produz através da interação social dos indivíduos, enquanto a segunda compõe um universo que gere um circuito organizacional, cuja complexidade faz dela o foco de atenção das políticas culturais. Como toda política pública, as políticas culturais também necessitam prever, em seu planejamento, as suas fontes e mecanismos de financiamento.
A cultura enquanto bem de consumo obedece a lógica do mercado, oferta versus procura. Essa lógica produz falhas, exclui o que não gera lucro e impede o acesso dos que não tem recursos financeiros para consumir. Mas não se pode resumir a cultura somente pelo viés mercadológico, ela é além tudo a identidade dos povos, é, portanto, um direito que deve ser garantido pelo Estado. Nesse sentido, assim diz a Constituição: “Art. 215. O Estado garantirá a todos o pleno exercício dos direitos culturais e acesso às fontes da cultura nacional, e apoiará e incentivará a valorização e a difusão das manifestações culturais”.
Conforme constante da Constituição Federal de 88 é papel estatal garantir a preservação da diversidade das identidades culturais, para que isso seja possível é fundamental a implementação de políticas públicas que visem democratizar a produção e o acesso às atividades culturais. Os instrumentos mais utilizados pelo Estado são as iniciativas de financiamento como a Lei Federal de Incentivo à Cultura (Lei nº. 8.313/91) conhecida como Lei Rouanet, que institui o Programa Nacional de Apoio à Cultura (Pronac) formado por três mecanismos: o Fundo Nacional de Cultura (FNC), o Incentivo Fiscal (Mecenato), e o Fundo de Investimento Cultural e Artístico (FICART).
Os problemas existentes hoje no Brasil, quanto à captação de recursos via leis de incentivo fiscal, relacionam-se ao fato de produtores culturais de grande e pequeno portes lutarem pelos mesmos recursos, num universo ao qual se somam as instituições públicas depauperadas, promovendo uma concorrência desequilibrada com os produtores independentes. Ao mesmo tempo, os profissionais da área artístico-cultural são obrigados a se improvisar em especialistas em marketing, tendo de dominar uma lógica que pouco tem a ver com a da criação.
As leis de incentivo à cultura via renúncia fiscal, inauguradas no ano 1986, como linha auxiliar da política cultural do Estado brasileiro, acabaram se tornando o eixo central de uma política de dinamização de um mercado de bens simbólicos concentrado e excludente favorecendo uma visão economicista e mercantil da “cultura, um bom negócio”, na emblemática expressão de Francisco Weffort. No atual debate em torno da reforma desse mecanismo nem sempre fica clara essa dicotomia.

## Origem dos recursos
As fontes que alimentam o FNC estão previstas no art. 5º da Lei nº 8.313/91, como sendo as procedentes dos recursos do Tesouro Nacional; doações, observando a legislação vigente; legados; subvenções e auxílios de entidades de qualquer natureza, inclusive de organismos internacionais; saldos não utilizados na execução de projetos de mecenato; devolução de recursos de projetos de mecenato; um por cento da arrecadação dos Fundos de Investimentos Regionais a que se refere a Lei nº 8.167/91  (Fundo de Investimento do Nordeste – FINOR; Fundo de Investimento da Amazônia  –  FINAM e Fundo de Recuperação Econômica do Espírito Santo – FUNRES), obedecida na aplicação a respectiva origem geográfica regional; três por cento da arrecadação bruta dos concursos de prognósticos e loterias federais e similares e cuja realização estiver sujeita a autorização federal, deduzindo-se este valor do montante destinado aos prêmios (redação dada pela Lei nº 9.999 de 2000); reembolso das operações de empréstimos realizados através do Fundo, a título de financiamento reembolsável, observados critérios de remuneração que, no mínimo, preserve-lhe o valor real; resultado das aplicações em títulos públicos federais, obedecida a legislação vigente sobre a matéria; conversão da dívida externa com entidades e órgãos estrangeiros, unicamente mediante doações, no limite a ser fixado pelo Ministério  da Economia, Fazenda e Planejamento (atualmente divididos em dois Ministérios: o da Fazenda e o do Planejamento), observadas as normas e procedimentos do Banco Central do Brasil; saldo de exercícios anteriores e recursos de outras fontes.
A primeira vista, esse cabedal de fontes suscita a ideia de que o Fundo recebe grande quantidade de dinheiro. Entretanto, um olhar mais atento permite ver que a maioria delas depende de fatores voluntários para que haja o aporte das verbas, ou seja, não há repasse contínuo e vinculado de numerário que torne o FNC um mecanismo de financiamento robusto e livre de oscilações.
A operacionalização dos apoios culturais através do FNC poderá ser efetivada de duas formas: disponibilização de verba a fundo perdido, ou seja, através de empréstimos não-reembolsáveis, para pessoas físicas e entidades públicas ou privadas sem fins lucrativos e que tenham no mínimo três anos de atividades na área cultural; por meio de concessão de empréstimos reembolsáveis; para pessoas físicas ou entidades sem fins lucrativos, excluindo-se a possibilidade de pessoas jurídicas com fins lucrativos serem beneficiadas com esse tipo de financiamento.
A transferência da verba ocorre, como regra geral, no percentual de até 80% do valor total do plano apresentado e devidamente aprovado pelo MinC, condicionada à comprovação do proponente de dispor  do montante remanescente ou estar habilitado à obtenção do respectivo financiamento, através de outra fonte devidamente identificada, que não precisa ser exclusivamente em dinheiro, podendo ser em serviços e/ou bens, desde que possam ser avaliados economicamente, incluindo aí os prestados ou empregados pelo próprio autor do projeto.

## Principais críticas
Segundo Brasil (2010), apesar dos objetivos do FNC seja apoiar projetos com menos possibilidade de realização com recursos próprios ou a partir da captação de recursos do mercado e a distribuição dos recursos de forma equitativa entre as regiões, isso não ocorre na prática. A autora afirma que a maior parte dos beneficiários são Prefeituras Municipais e entidades ligadas ao MinC (Fundação Casa de Rui Barbosa, Fundação Nacional de Artes – FUNARTE, dentre outras), e que a maior parte das verbas é destinada a entidades das Regiões Sul e Sudeste, além de que os  projetos apresentados advém, principalmente, de manifestações artísticas de médio e grande porte.
A disparidade regional encontrada também nos projetos apoiados pelo FNC pode ser justificada a partir do princípio de que o maior potencial econômico, o melhor nível educacional, a maior renda familiar, e, principalmente, o atendimento às exigências técnicas dos que buscam financiamento são condicionantes que podem influenciar a maior quantidade de projetos no Sul e Sudeste. Além disso, essas regiões mais desenvolvidas possuem mais instituições, como Conselhos de Cultura, Fundos Estaduais e Municipais, que estão organizados e habilitados para facilitar o cumprimento das condições impostas ao recebimento de verba do FNC, o que determina uma provável maior procura por proponentes dessas áreas.
Porém, é importante observar que, contraditoriamente, as regiões menos favorecidas economicamente podem ser culturalmente fecundas, fazendo-se ainda mais reforçada a necessidade de maior participação do Estado para minimizar as diferenças.
Um problema que atinge a avaliação desta política pública é a falta de dados. O Ministério da Cultura (MinC) disponibiliza apenas um comparativo por ano que abarca projetos financiados pelo Mecenato e pelo FNC juntos. A tabela abaixo revela os números de 1993 a 2010.
Para a compreensão dos números acima é importante inicialmente delimitar que “quantidade apresentada” significa a demanda de projetos requestada; “quantidade aprovada” os projetos habilitados ao financiamento; e “quantidade apoio” os que dentre os aptos foram efetivamente contemplados com recursos. Os valores importam no numerário solicitado, reconhecido e ao final despendido.
A partir desta tabela percebemos que durante esses dezoito anos foram apresentados 120.931 projetos culturais para financiamento pelo FNC e mecenato, e apenas 27.402 foram apoiados, o que corresponde a 22,65% do total apresentado. Portanto, infere-se que, da demanda inicial, apenas pouco mais de 20% dos projetos apresentados ao final receberam apoio do FNC ou do mecenato.
É possível constatar ainda a disparidade entre os valores, principalmente a diferença entre os valores apresentados e os apoiados. Tomando como exemplo o ano de 2005, vê-se que os projetos apresentados no total solicitaram em média R$ 8 bilhões, sendo que a demanda reconhecida girou em torno de R$ 3 bilhões, que no fim não chegou nem a R$ 900 mil efetivamente apoiados, permitindo concluir que a verba disponibilizada é restrita a bem menos do que aprova o MinC.
Porém os números que de fato seriam importantes para saber a quantidade de projetos apoiados pelo FNC e a quantidade de recursos despendidos não são apresentados pelo MinC ou qualquer outra instituição.
Entretanto, é muito claro que muitos projetos deixaram de ser contemplados pelo financiamento do Fundo, o que interferiu diretamente na política cultural, e, consequentemente, no acesso à cultura, vez que os projetos que buscam apoio do FNC são os que não interessam ao mercado, ou seja, os que precisam de proteção e financiamento estatal.
Outra crítica pertinente é a concentração de recursos em um fundo, em vez de distribuição dos mesmos, dificulta a contemplação de apoio a projetos em razão de aspectos operacionais. Como exemplo, pode-se citar o caso de artistas com pouco ou nenhum recurso ou até mesmo conhecimento técnico suficiente para elaborar projetos e pleitear verbas. Caso houvesse uma distribuição equitativa dos recursos acumulados pelo FNC para os Municípios e Estados, baseada em números concretos de demandas culturais locais, independentemente de projetos pontuais, dentre outros critérios, essas ações seriam contempladas e não haveria desperdício de talentos até nos lugares mais longínquos do país.